# 一之堰六地藏尊站

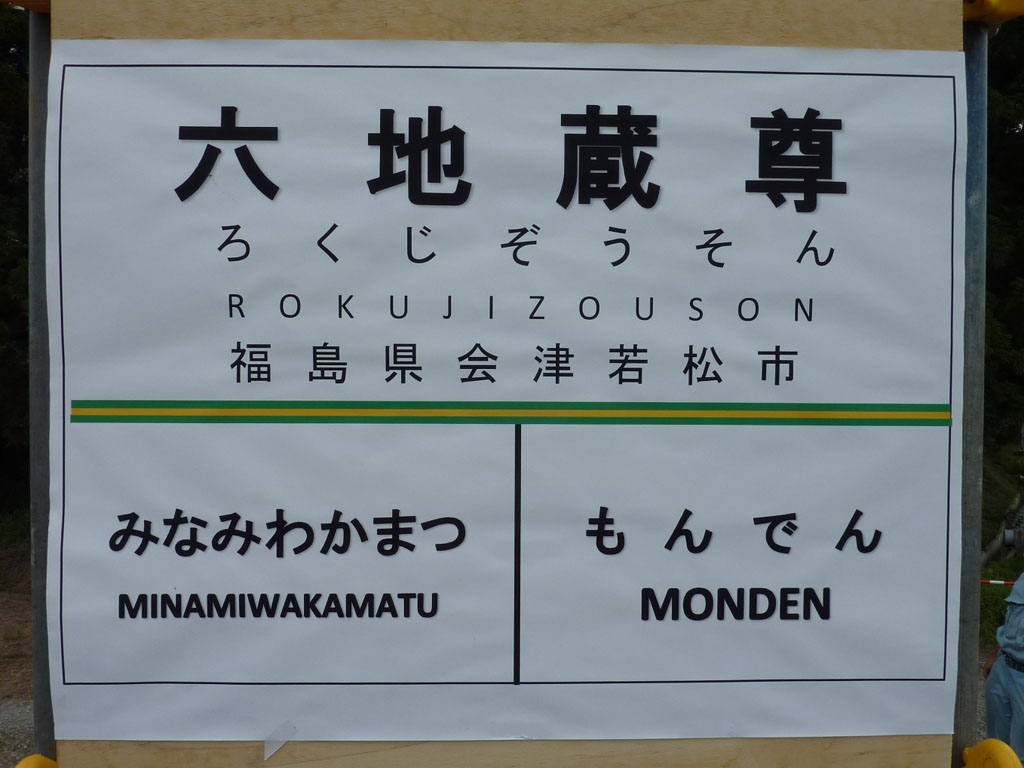
站名牌（2009年8月24日）

一之堰六地藏尊站（日语：／ Itinoseki-Rokujizōson eki */?）是位於福島縣會津若松市門田町大字一之堰字畑中928號，會津鐵道的會津線車站（臨時車站）。
在此站附近的一之堰六地藏尊中會舉行一之堰盆舞節。為了振興當地該活動，在2009年（平成21年）8月23日至8月24日這兩日開設了臨時車站，當時名為六地藏尊站，這兩日各設有4往返列車停靠此站。隨後在2010年（平成22年），再次開設車站，這次以「一之堰六地藏尊站」的名稱營運，於8月23日和8月24日這兩日各設有7往返班次列車停靠此站。在此以後直至2013年（平成25年）之間，毎年都會開設此車站。在2014年（平成26年）起，由於預算不足而沒有開設此站。

## 歷史
- 2009年（平成21年）
  - 8月23日 - 開設六地藏尊站。
  - 8月24日 - 本年車站結束營運。
  - 8月25日 - 車站廢止[2]。
- 2010年（平成22年）
  - 8月23日 - 以一之堰六地藏尊站再次開設車站[4]。以降當車站開設時的名稱均為「一之堰六地藏尊站」。
  - 8月24日 - 本年車站結束營運。
- 2011年（平成23年）
  - 8月23日 - 本年車站開始營業[5]。
  - 8月24日 - 本年車站結束營運。
- 2012年（平成24年）
  - 8月23日 - 本年車站開始營業[6]。
  - 8月24日 - 本年車站結束營運。
- 2013年（平成25年）
  - 8月23日 - 本年車站開始營業[7]。
  - 8月24日 - 本年車站結束營運。
- 2014年（平成26年）
  - 當年由於預算不足，車站沒有營業[8]，在以降再沒有開設。

## 車站構造
此站是地面車站，設有1面1線的單式月台。此站是無人車站。
車站月台是以鐵管臨時搭成，為一座簡單月台。第一年度的設置費用由縣資助搭建。
在2009年廢止後，車站設施被撤走。在2010年以後再次開設時，設置了相同設施。

## 車站周邊
- 一之堰六地藏尊（會津二十一地藏尊 2號札所）

## 相鄰車站
會津鐵道
■會津線
南若松－（臨）一之堰六地藏尊－門田

## 注腳
1. 根據臨時設置的站名牌上顯示
2. 1 2  .   [2021-01-03]. 原始内容存档于2011-11-14.（日語）
3. ↑  . Response. 2013-08-15  [2020-03-10]. （原始内容存档于2013-09-22） （日语）.
4. ↑  今年も2日限りの臨時駅開設 （页面存档备份，存于）（日語） - 鐵道Hovidas 鐵道新聞 最新鐵道資訊，2010年8月18日。
5. ↑  ネコ駅長「ばす」の日記（8月23・24日門田町一ノ堰盆踊りまつり幻の駅　一ノ堰六地蔵尊臨時駅も開設されるニャ！） （页面存档备份，存于）（日語）
6. ↑  ２０１２会津鉄道臨時駅「一ノ堰六地蔵尊」開設！！ （页面存档备份，存于）（日語） - 會津鐵道
7. ↑  今年もやります！ ２０１３会津鉄道臨時駅「一ノ堰六地蔵尊」開設！！ （页面存档备份，存于）（日語） - 會津鐵道
8. ↑  東北ライン 全線・全駅・全配線 第4巻 日光・宇都宮エリア (【図説】日本の鉄道)